# Liste der Kulturdenkmäler in Leimbach (Willingshausen)
Die folgende Liste enthält die in der Denkmaltopographie ausgewiesenen Kulturdenkmäler auf dem Gebiet des Ortsteils Leimbach der  Stadt Willingshausen, Schwalm-Eder-Kreis, Hessen.
Hinweis: Die Reihenfolge der Denkmäler in dieser Liste orientiert sich an der Anschrift, alternativ ist sie auch nach der Bezeichnung oder der Bauzeit sortierbar.
Kulturdenkmäler werden fortlaufend im Denkmalverzeichnis des Landes Hessen durch das Landesamt für Denkmalpflege Hessen auf Basis des Hessischen Denkmalschutzgesetzes (HDSchG) geführt. Die Schutzwürdigkeit eines Kulturdenkmals hängt nicht von der Eintragung in das Denkmalverzeichnis des Landes Hessen oder der Veröffentlichung in der Denkmaltopographie ab.

| Bild            | Bezeichnung                         | Lage                                                | Beschreibung                                                              | Bauzeit                            | Daten |
| --------------- | ----------------------------------- | --------------------------------------------------- | ------------------------------------------------------------------------- | ---------------------------------- | ----- |
| Bild gesucht BW | Gesamtanlage Leimbach               | Lage                                                |                                                                           |                                    |       |
| Bild gesucht BW | Erntennenhaus Junker-Hooss-Straße 1 | Junker-Hooss-Straße 1 LageFlur: 3, Flurstück: 10    | Zweigeschossiges Fachwerkerntennenhaus                                    | 1848                               |       |
| Bild gesucht BW | Hofanlage Junker-Hooss-Straße 3     | Junker-Hooss-Straße 3 LageFlur: 3, Flurstück: 2/1   | Vierseithof mit Wohnhaus (1788), Scheune, Stallungen und Ellerhaus (1871) | 1788                               |       |
| Bild gesucht BW | Hofanlage Junker-Hooss-Straße 2     | Junker-Hooss-Straße 2 LageFlur: 3, Flurstück: 66/15 | Hofanlage mit Haupthaus                                                   | 1839                               |       |
| Bild gesucht BW | Ellerhaus Junker-Hooss-Straße 2     | Junker-Hooss-Straße 2 LageFlur: 3, Flurstück: 66/15 | Ellerhaus                                                                 | 1777                               |       |
| Bild gesucht BW | Wohnhaus Junker-Hooss-Straße 4      | Junker-Hooss-Straße 4 LageFlur: 3, Flurstück: 18/2  | Wohnhaus einer Hofanlage                                                  | 1870                               |       |
| Bild gesucht BW | Hofanlage Junker-Hooss-Straße 6     | Junker-Hooss-Straße 6 LageFlur: 3, Flurstück: 21/6  | Haupthaus einer Hofanlage als Klinkerbau                                  | um 1923                            |       |
| Bild gesucht BW | Ellerhaus Junker-Hooss-Straße 6     | Junker-Hooss-Straße 6 LageFlur: 3, Flurstück: 21/6  | Dazugehöriges Ellerhaus                                                   | Zweite Hälfte des 17. Jahrhunderts |       |
| Bild gesucht BW | Wohnhaus Junker-Hooss-Straße 8      | Junker-Hooss-Straße 8 LageFlur: 3, Flurstück: 25/1  | Waohnhaus als straßenseitige Begrenzung eines Vierseithofes               | 1802                               |       |